# Папушадо, Навот
Навот Папушадо (ивр. נבות פפושדו‎; род. 4 марта 1980, Хайфа) — режиссёр и сценарист.

## Карьера
Первый фильм режиссёра — «Бешеные» — вышел в 2010 году и заработал награды двух кинофестивалей: Фантаспорту и Международного Кинофестиваля Фантастики в Пучхоне. Его следующий фильм (снятый в соавторстве с режиссёром Ахароном Кешалесом) — «Очень плохие парни» — получил 2 номинации от киноакадемии Израиля (в категориях Лучший режиссёр и Лучший сценарий), а также был удостоен лестного отзыва от Квентина Тарантино, который назвал его «Лучшим фильмом года».
В 2014 году состоялась премьера хоррора «Азбука смерти 2», в котором Навот выступил одним из режиссёров. Фильм скроен из нескольких короткометражек.
15 июля 2021 года в российский прокат вышла экшн-комедия Папушадо «Пороховой коктейль».

## Избранная фильмография
- 2021 — Пороховой коктейль / Gunpowder Milkshake (режиссёр, сценарист)
- 2014 — Азбука смерти 2 / ABCs of Death 2 (режиссёр)
- 2013 — Очень плохие парни / Big Bad Wolves (режиссёр, сценарист)
- 2010 — Бешеные / Kalevet (режиссёр, сценарист, монтажер)